# Laphria furva
Laphria furva är en tvåvingeart som beskrevs av Wulp 1898. Laphria furva ingår i släktet Laphria och familjen rovflugor. Inga underarter finns listade i Catalogue of Life.